# Dorpsstraat 78 (Nieuwe Niedorp)

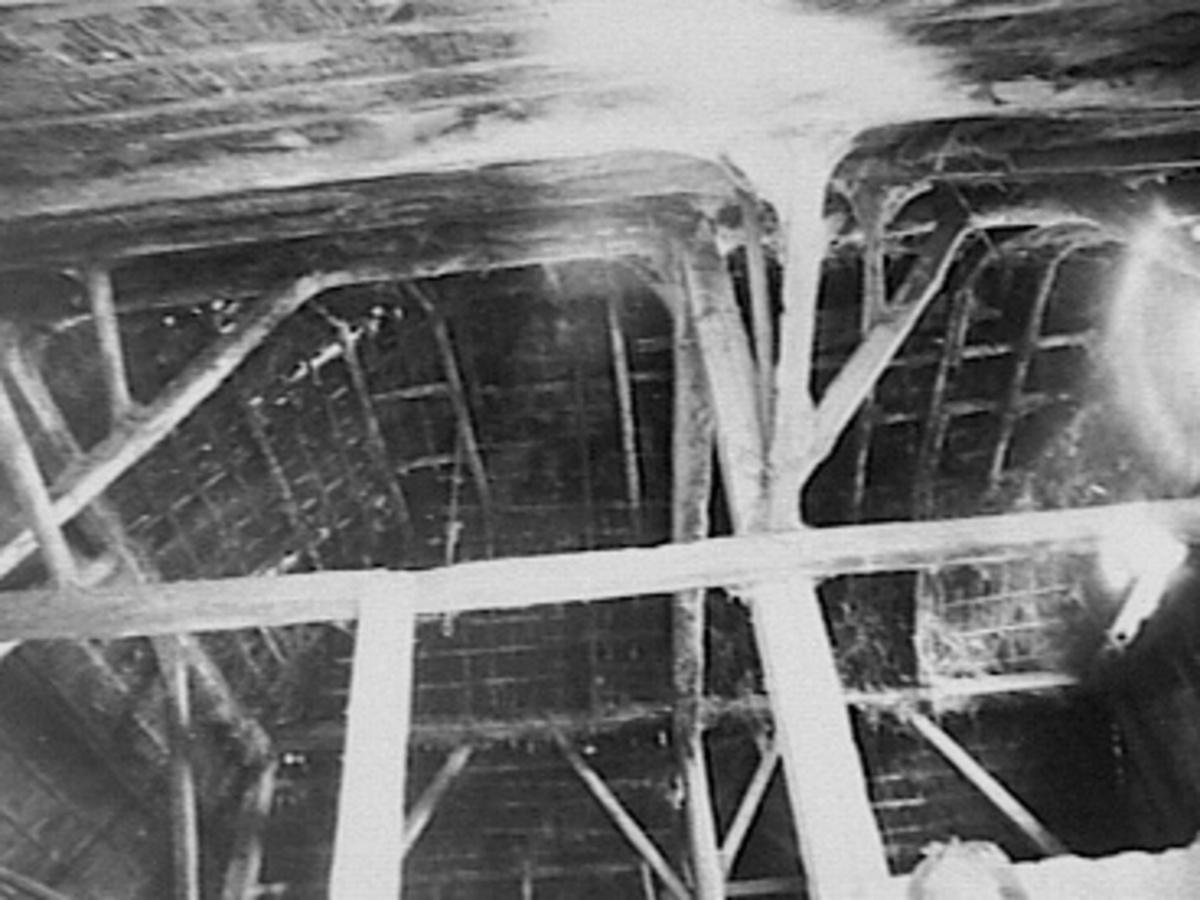
De dubbel vierkante draagconstructie

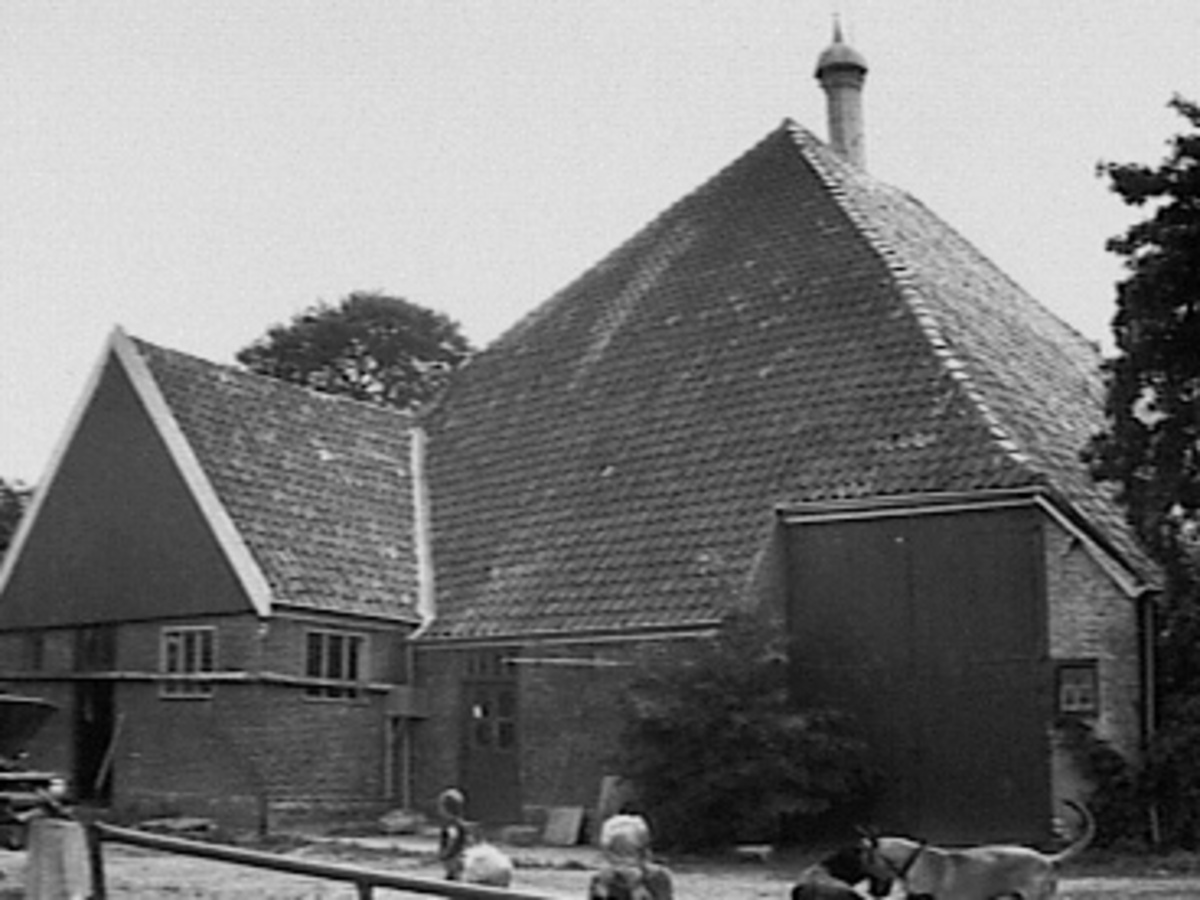
Achtergevel van de boerderij

Het boerderijcomplex aan de Dorpsstraat 78 is een rijksmonumentcomplex in Nieuwe Niedorp. Het complex bestaat uit een boerderij, een prieel en een schuur. 

## Boerderij
De boerderij is van het type kop-rompboerderij en gebouwd in 1865.
Aan de oostzijde in begin 20e eeuw is een nieuwe koeienstal aangebouwd. Het overstek is gedecoreerd met gesneden windveren, een makelaar en twee hoekmakelaars. Het bedrijfsgedeelte beschikt over een dubbel vierkante draagconstructie.

## Interieur
In het woongedeelte is het interieur goed bewaard gebleven. In de gang treft men twee vertrekken. Van beide zijn de oorspronkelijke betimmeringen, houten deuren en schouw intact. Het linker vertrek heeft een origineel stucplafond.

## Prieel
Ten westen op het erf van de boerderij staat een prieel uit ca. 1905. Deze is afkomstig van een boerderij in De Weere. Het prieel valt onder monumentnummer 511057.

## Schuur
Ten noorden van de koestal ligt een schuur. Waarschijnlijk is de schuur tussen 1900 en 1930 gebouwd. De schuur is voorzien van stalramen en muurankers. Het gebouwtje is ingedeeld onder monumentnummer 511056.

## Galerij

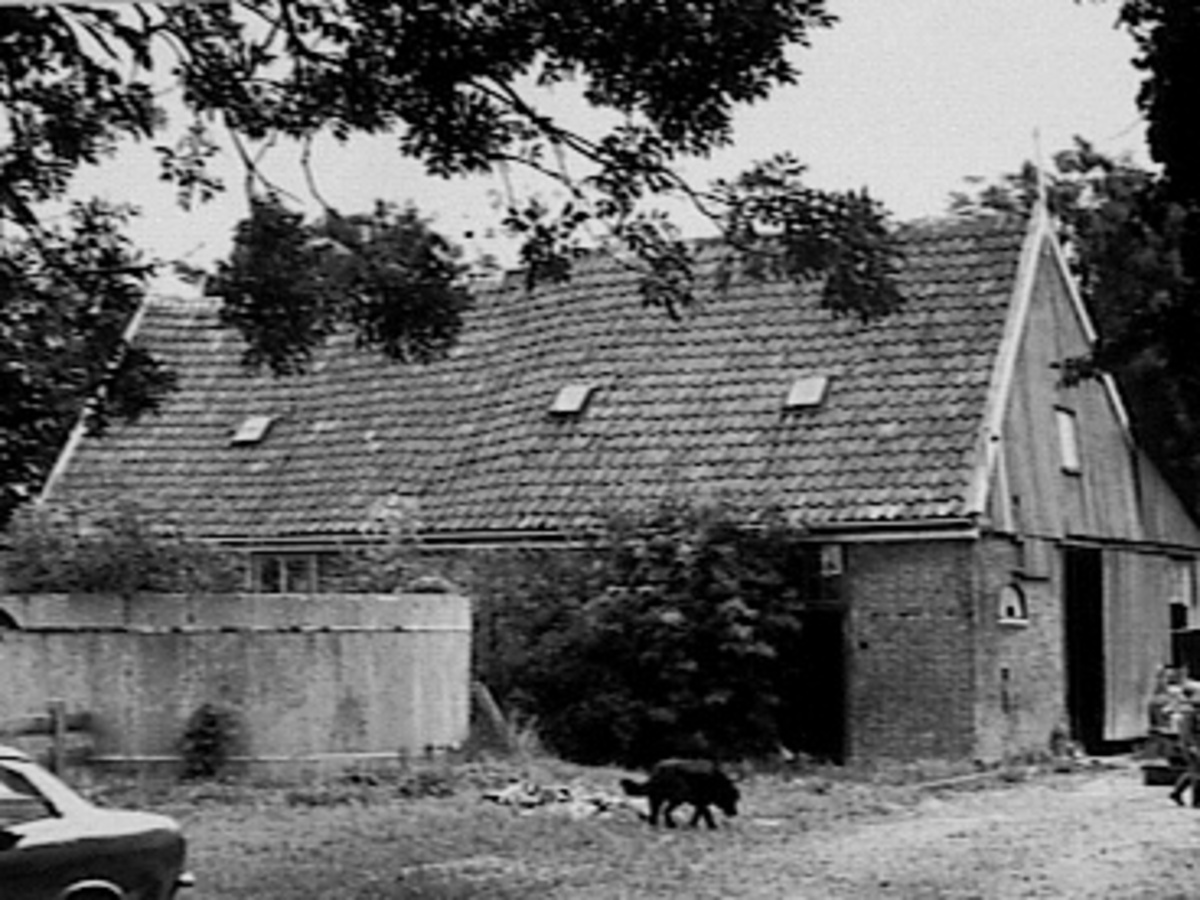
Bijbehorende schuur
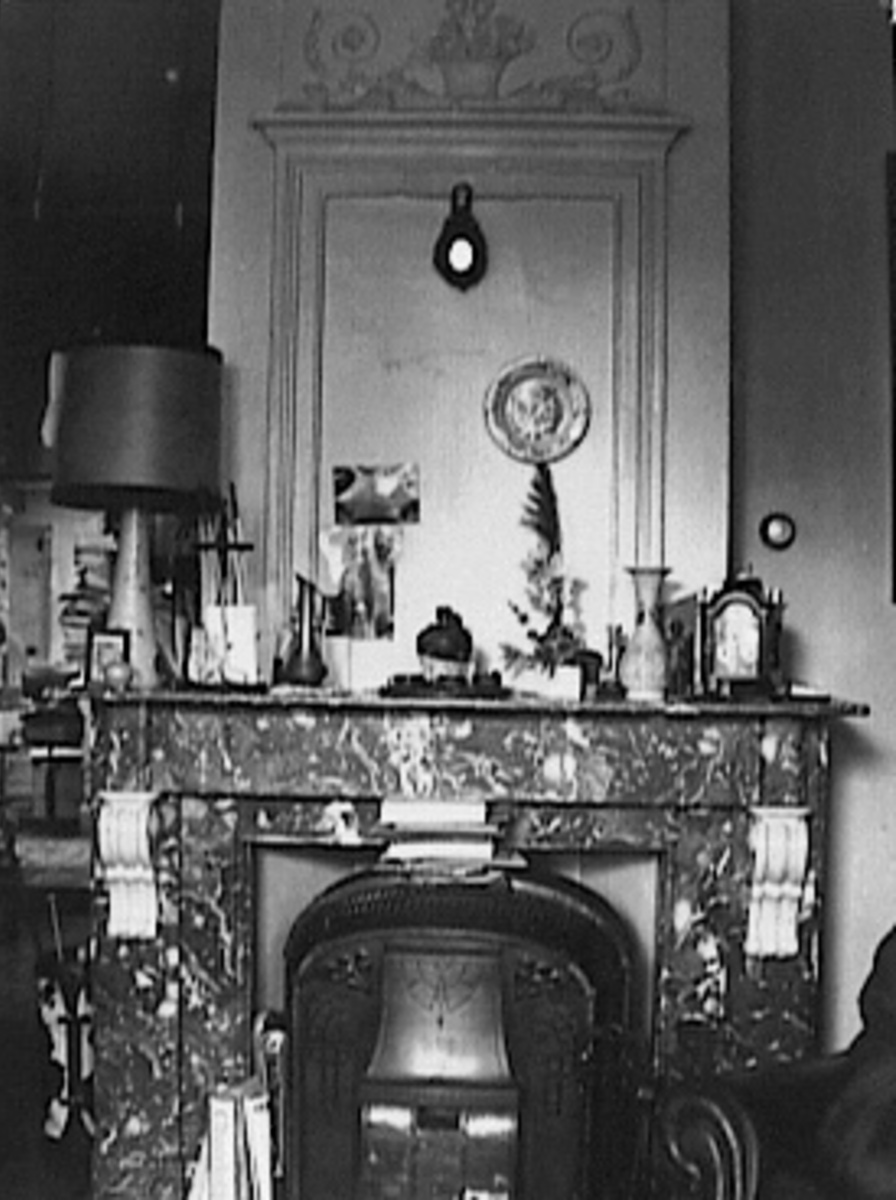
Kachel met schouw, onderdeel van het interieur
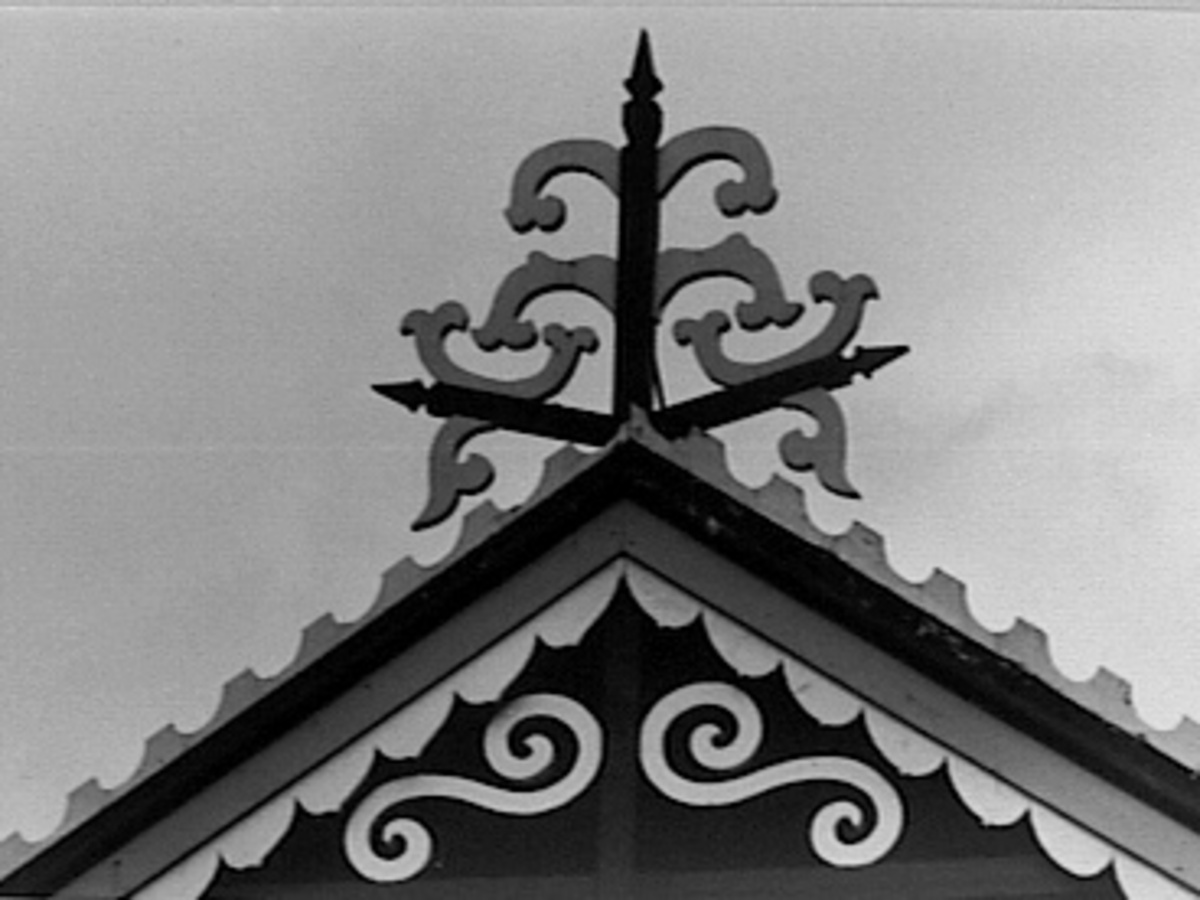
Windveer en gevelteken
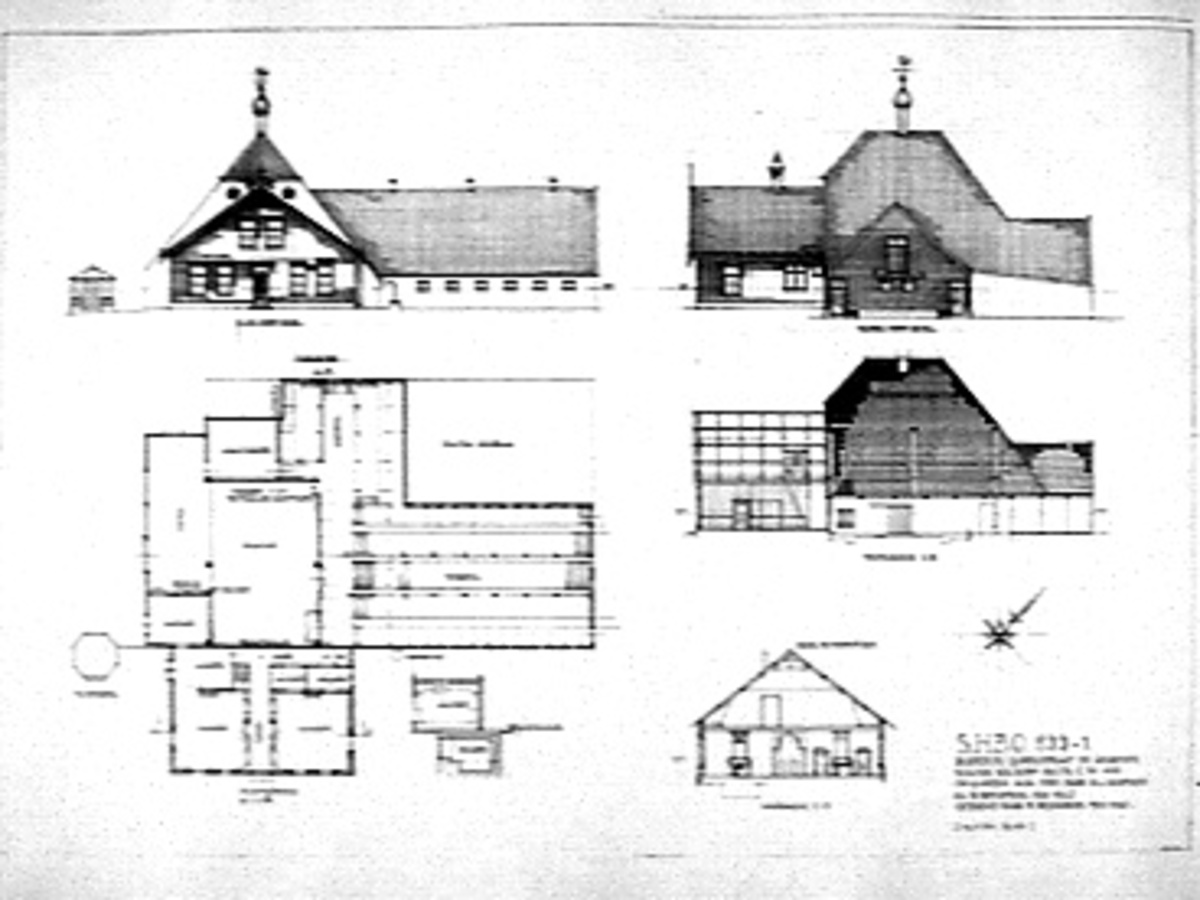
Oude schets van de boerderij
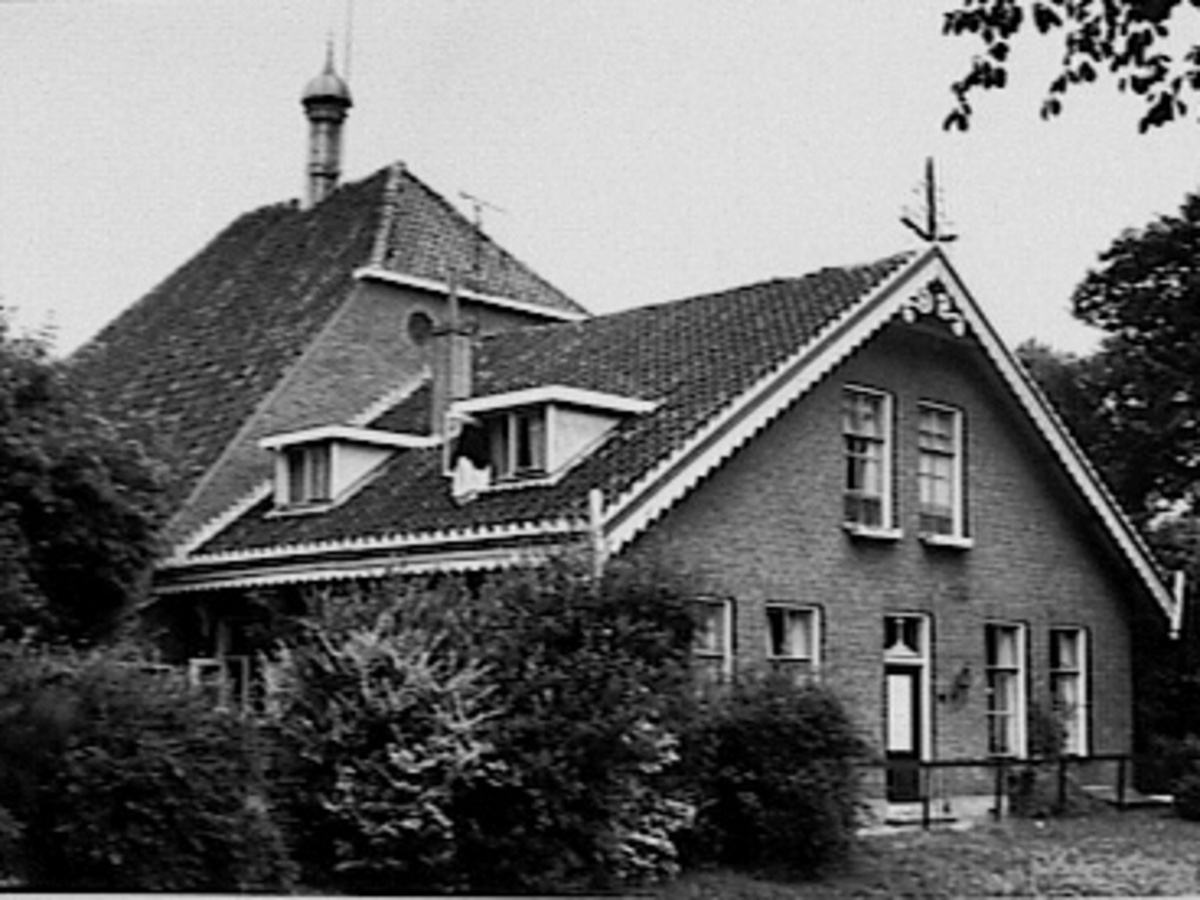
Oude foto van de boerderij